# Мясновка (у г. Щёкино)
Мясновка — деревня в Щёкинском районе Тульской области в составе Огарёвского сельского поселения.

## География
Находится в центральной части Тульской области на расстоянии 3 км на юг от города Щёкино, административного центра района.

## История
В 1926 году здесь было учтено 22 двора, в конце 1930-х годов — также 22.

## Население
Постоянное население составляло 116 человек ((1926 год), 12 (русские 58 %, цыгане 42 %) в 2002 году, 17 в 2010.